# Gare de Lacapelle-Viescamp
Ne doit pas être confondu avec Gare de Viescamp-sous-Jallès.
La gare de Lacapelle-Viescamp est une gare ferroviaire française de la ligne de Figeac à Arvant, située sur le territoire de la commune de Lacapelle-Viescamp, dans le département du Cantal en région Auvergne-Rhône-Alpes.
C'est une halte voyageurs de la Société nationale des chemins de fer français (SNCF), desservie par des trains TER Auvergne-Rhône-Alpes.

## Situation ferroviaire
Établie à 552 mètres d'altitude, la gare de Lacapelle-Viescamp est située au point kilométrique (PK) 286,484 de la ligne de Figeac à Arvant, entre les gares ouvertes de Pers et d'Ytrac. En direction d'Ytrac, s'intercale la gare fermée de Viescamp-sous-Jallès.

## Histoire

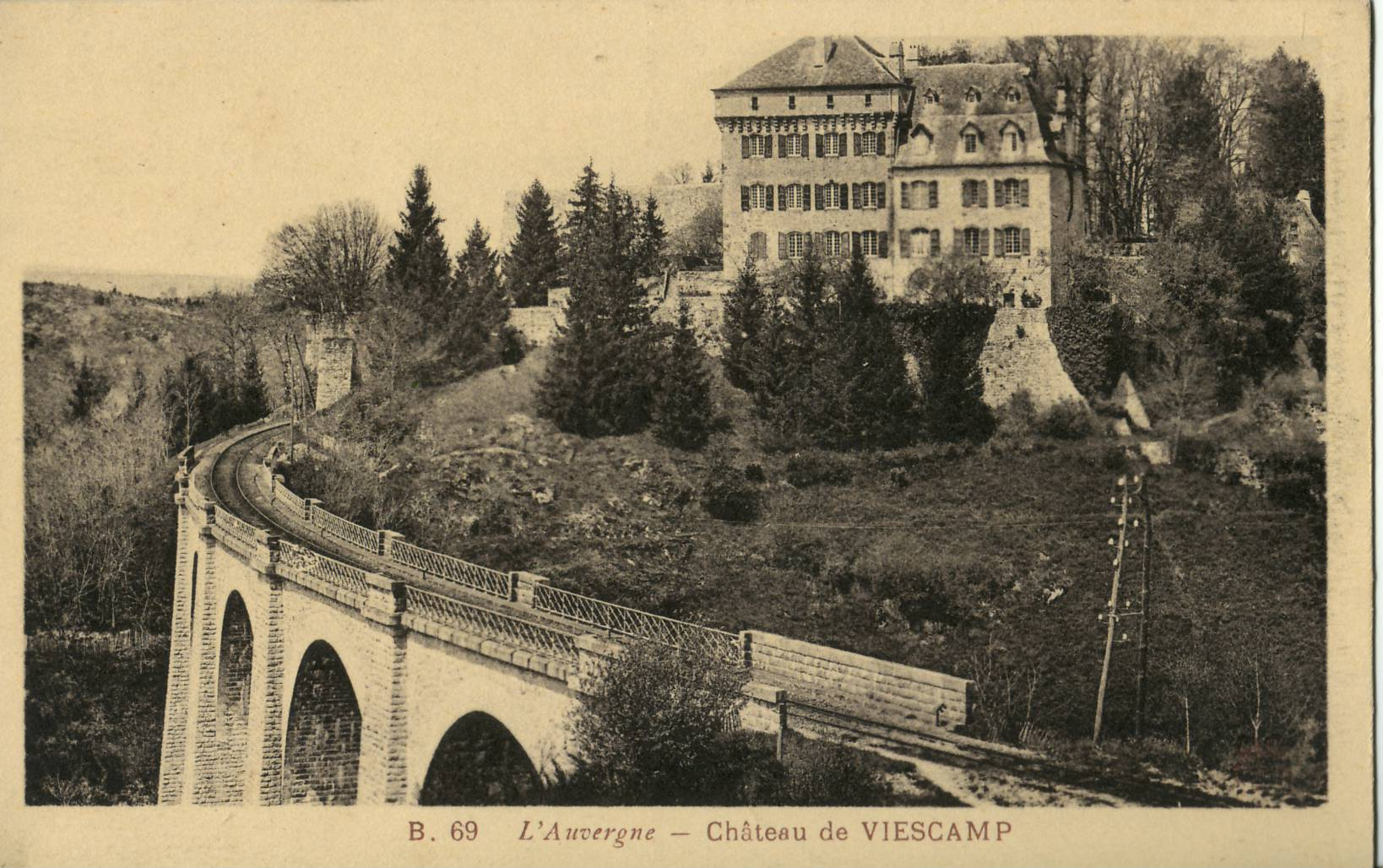
Peu avant la gare, la ligne longe la terrasse du château de Viescamp.

## Fréquentation
De 2015 à 2023, selon les estimations de la SNCF, la fréquentation annuelle de la gare s'élève aux nombres indiqués dans le tableau ci-dessous:
| Année     | 2015 | 2016 | 2017 | 2018 | 2019 | 2020 | 2021 | 2022 | 2023 |
| --------- | ---- | ---- | ---- | ---- | ---- | ---- | ---- | ---- | ---- |
| Voyageurs | 32   | 16   | 9    | 31   | 51   | 18   | 87   | 130  | 150  |

## Service des voyageurs

### Accueil
Halte SNCF, c'est un point d'arrêt non géré (PANG) à entrée libre.

### Desserte
Lacapelle-Viescamp est desservie par des trains TER Auvergne-Rhône-Alpes de la relation  Aurillac - Figeac.

### Intermodalité
Un parking pour les véhicules est aménagé.